# Jorge Cortatsis
Jorge Cortatsis (em grego: Georgios Chortatsis; c. 1545 - 1610) foi um dramaturgo grego da ilha de Creta. Foi, junto com Vitsentzos Kornaros, um dos principais representantes da escola de literatura no vernáculo dialeto cretense que floresceu no fim do século XVI e começo do XVII sob dominação veneziana. Sua obra mais conhecida é Erofili, uma tragédia (datada de 1590) que transcorre no Egito. Outras obras escritas pela autor são o drama pastoral Panória (1590-1610) e a comédia Katzúrbos (1595 - 1600).